# Maestrale (film)
Maestrale è un film del 2000 diretto da Sandro Cecca.

## Trama
Vito e la moglie, dipendenti di Michele Giangrande, ricco proprietario terriero, periscono in un terribile incidente automobilistico nell'isola di Pantelleria, lasciando orfana la piccola Maria Sole. La bambina viene quindi ospitata a spese di Michele in un collegio di Trapani e praticamente dimenticata. Dopo qualche anno in collegio la ragazza, invitata dalla moglie di Michele, Flora, arriva per le vacanze estive a casa dei Giangrande e l'uomo, attratto dalla giovinezza e dalla bellezza di Maria Sole se ne invaghisce. La ragazza però in qualche modo seduce anche i suoi due figli maschi, Paolo e Salvatore. Tra Paolo, il figlio più giovane, e Maria nasce alla fine una relazione. Michele in un raptus di gelosia aggredisce fisicamente Maria Sole per riaffermare i propri diritti sulla ragazza. Questa decide quindi di vendicarsi di tutti i torti subiti e di quello che considera un abbandono subito nell'infanzia. Seminando zizzania nella famiglia mette tutti contro tutti: Paolo andrà via di casa, l'altro fratello Salvatore manderà a monte il proprio matrimonio, Flora e Michele si separano mentre la reputazione di questo sarà irrimediabilmente rovinata. Maria Sole torna nell'isola dei genitori per cominciare una nuova vita.